# 逢春假卫矛
逢春假卫矛（学名：Microtropis oligantha）是卫矛科假卫矛属的植物，是中国的特有植物。分布在中国大陆的云南等地，生长于海拔1,000米的地区，目前尚未由人工引种栽培。